# Magdalena Sibylla z Neidschutz
Magdalena Sibylla z Neidchutz (8. února 1675 – 14. dubna 1694), později hraběnka z Rochlitz, byla německá šlechtična a milenka Jana Jiřího IV. Saského. Stala se tak první oficiální milenkou saského kurfiřta.

## Původ
Magdalena Sibylla, přezdívaná Billa, byla dcerou Uršuly Margarety z Haugwitz, která bývala tajnou milenkou Jana Jiřího III. Saského. Na jeho příkaz se Uršula provdala za kolonela Rudolfa z Neidschutz, který byl oficiálně považován za otce Magdaleny, i když se tvrdilo, že je nemanželskou dcerou Jana Jiřího. Pokud by to byla pravda, Magdalenin milenec byl jejím polovičním bratrem.

## Oficiální milenka
Magdalena se stala milenkou Jana Jiřího IV. na konci roku 1691. Po prozrazení jejich románku v roce 1692 matka Jana Jiřího nařídila, aby se oženil a aféru ukončil. Jan Jiří se však stal po smrti otce kurfiřtem a veřejně žil s Magdalenou, čímž se stala první oficiální milenkou saského kurfiřta. Jan Jiří svou manželku zapudil, věnoval jí vlastní rezidenci a sám žil v jiném paláci s Magdalenou.
Dne 20. února 1693 ji udělil titul hraběnky z Rochlitz.

## Smrt
Magdalena Sibylla zemřela ve věku pouhých 19 let v Drážďanech na neštovice v rukou svého milence. Ten se sám nakazil a zemřel o 23 let později rovněž na neštovice.